# Танцюра, Иван Лазаревич
Иван Лазаревич Танцюра (22.06.1920, Черкасская область — 08.11.1985, Краснодарский край) — советский офицер, командир стрелкового батальона 948-го стрелкового полка, капитан. Герой Советского Союза.

## Биография
Родился 22 июня 1920 года в селе Добрая ныне Маньковского района Черкасской области Украины. Украинец. Член ВКП(б)/КПСС с 1944 года. В 1934 году окончил семилетнюю школу, работал машинистом врубовой машины на шахте в городе Красный Луч.
На военной службе с 1939 года. Служил в 19-м кавалерийском полку внутренних войск НКВД СССР в Средней Азии, красноармеец и помощник командира взвода. В 1941-м году окончил курсы младших лейтенантов.
На фронте в Великую Отечественную войну с января 1942 года. Сражался в составе Южного, Северо-Кавказского, 4-го Украинского фронтов. В боях на Кубани был тяжело ранен. Вернулся из госпиталя в период начала боёв за Крым.
В условиях многоозёрной местности во главе группы провёл разведку озера Сиваш.
7 апреля 1944 года во время прорыва оборонительных рубежей сивашской и перекопской группировок противников, погиб командир батальона. Капитан Танцюра взял на себя командование батальоном. Подразделение успешно преодолело глубоко эшелонированную оборону противника и выполнило боевую задачу.
Командир стрелкового батальона 948-го стрелкового полка капитан Танцюра особо отличился 7-9 мая 1944 года при штурме обороны противника на Сапун-горе.
Танцюра со своим батальоном находился в резерве командующего 51-й армии и готовил для взятия Сапун-горы штурмовые группы. В назначенное время батальон начал штурм. Он успешно прорвал оборону противника и прошёл несколько линий обороны. За ночь 8 мая 1945 года на высоту 1727, которую занял батальон Танцюры, противники четырнадцать раз бросались в контратаки и каждый раз вынуждены были отступать. Возглавляя одну из штурмовых групп, командир батальона действовал с ней на самых опасных участках. Раненый ещё в начале боя, он не оставил батальон. Бойцы Танцюры подорвали шесть дзотов. Первым с четырьмя бойцами достиг вершины горы. а также в числе первых ворвался в Севастополь со стороны Южной бухты. С боями дошёл до последней линии сопротивления врага на мысе Херсонес.
Указом Президиума Верховного Совета СССР от 24 марта 1945 года за мужество, отвагу и героизм, капитану Танцюре Ивану Лазаревичу присвоено звание Героя Советского Союза с вручением ордена Ленина и медали «Золотая Звезда».
Участник Парада Победы на Красной площади 24 июня 1945 года. С 1946 года майор Танцюра — в запасе. В 1951 году окончил Краснодарскую краевую партийную школу. Работал заместителем директора совхоза «Красносельский». Жил в посёлке Советский Тимашевского района Краснодарского края.
Награждён орденами Ленина, Красного Знамени, Александра Невского, Отечественной войны 1-й степени, медалями.
Умер 8 ноября 1985 года. Бюст Героя установлен в городе Тимашевск.